# Сталинград (фильм, 1943)
«Сталинград» — советский документальный полнометражный фильм о Сталинградской битве в Великой Отечественной войне режиссёра Леонида Варламова. Картина снималась на протяжении полугода, последние съёмки были произведены в первых числах февраля 1943 года, а в следующем месяцы он вышел на экраны СССР. В этот фильм вошли киносъёмки, произведённые пятнадцатью фронтовыми кинооператорами группы кинохроники Сталинградского и Донского фронтов, они дают полную картину событий битвы за Сталинград. Фильм является уникальным, так как по нему можно проследить весь ход этой битвы от начала до конца.

## Аннотация
Картине предпослано следующее посвящение: «Документальный фильм об одной из славных страниц Великой Отечественной войны советского народа с немецко-фашистскими захватчиками».
Общий вид Сталинграда и Волги. Улицы города. Завод «Красный Октябрь». Производственные процессы на заводе. Производственные процессы в цехах Сталинградского тракторного завода. Вид реки Дон. Эвакуация колхозов. Наступления советских войск. Атака немецких танков. Горящие деревни. Беженцы.
Строительство оборонительных укреплений. Установка зенитных пулемётов. Командующий Сталинградским фронтом генерал-полковник А. И. Ерёменко и член Военного Совета фронта Н. С. Хрущёв. Немецкие самолёты в небе.
Бомбардировка Сталинграда. Формирование рабочих отрядов. Оборона различных объектов города. Уличные бои. Горящий город Сталинград.
Переправа советских войск через реку Волгу.
Действия Волжской флотилии. Высадка десанта. Общий вид Сталинградской ГРЭС (районная тепловая электростанция). Ремонт танков в одном из цехов ГРЭС. Будни защитников Сталинграда. Оказание помощи раненым. Заседания военных советов Юго-Западного и Донского фронтов. Наступление советских танков, пехоты, авиации, кавалерии. Встреча бойцов Сталинградского и Донского фронтов.
Действия советской артиллерии. Бомбардировка позиций противника. Сдача немцев в плен. Трупы немцев на улицах Сталинграда. Группа пленных немецких генералов. Пленный генерал-фельдмаршал фон Паулюс. Допрос пленённого немецкого военачальника.
Торжественный митинг и марш в честь освобождения Сталинграда на площади Павших Борцов.

## Съёмочная группа
- Режиссёр: Леонид Варламов
- Сценарный план фильма: Л. Варламов, Александр Кузнецов
- Дикторский текст: Василий Гроссман
- Операторы: Валентин Орлянкин, Авенир Софьин, Борис Вакар, Давид Ибрагимов, Абрам Казаков, Абрам Кричевский, Евгений Мухин, Михаил Гольбрих, Николай Вихирев, Израиль Гольдштейн, Михаил Посельский, Борис Шадронов, Исаак Кацман, Григорий Островский, Иван Малов
- Начальник киногруппы: Александр Кузнецов
- Текст читает: Юрий Левитан
- Текст песни: Василий Лебедев-Кумач
- Композитор: Борис Мокроусов

- Звукооператор: Виктор Котов

## Создание
Запечатлеть на экране историческую Сталинградскую битву было поручено режиссёру Леониду Варламову, который в 1942 году совместно с Ильёй Копалиным создал первый документальный полнометражный фильм «Разгром немецких войск под Москвой». Многие композиционные приёмы и стилистика фильма о битве за Москву нашли своё дальнейшее продолжение в картине Варламова «Сталинград».
В фильм вошли киносъёмки пятнадцати фронтовых кинооператоров группы кинохроники Сталинградского и Донского фронтов под руководством Александра Кузнецова, назначенного в сентябре 1942 года для организации проведения съёмок о Сталинградской битве. Он являлся одним из главных инициаторов создания фронтовых киногрупп для съёмок хронико-документальных фильмов. Кузнецов также наряду с Варламовым является автором сценарного плана фильма.
Одними из первых отснятых сцен были кадры города, ещё не тронутого войной. С этой целью Кузнецов выдал операторам из неприкосновенного запаса последние 300 метров дефицитной плёнки. В связи с необходимостью передать величину Сталинграда, было принято решение снимать его с воздуха, что можно было осуществить только в светлое время суток — на виду у немецких войск. Организовать и выполнить эту задачу было доверено мастеру воздушных съёмок Борису Шадронову (Щадронову) и одному из руководителей фронтовой киногруппы, помощнику Кузнецова — Юзефу Рогозовскому.
Специфика Сталинградской битвы, в которой большое значение занимали городские бои, заложила основы манеры съёмок и стилистики фильма. Оператор Абрам Кричевский вспоминал, что после того, как он прибыл в Сталинград, в связи с повышением мобильности съёмочного процесса, он был вынужден сразу отказаться от тяжёлых футляров, различных съёмочных приспособлений, затрудняющих передвижение. Облегчённый таким образом киноаппарат укладывался в заплечный ранец, а кассеты с плёнкой в полевую сумку, что позволяло быстрее перемещаться. Переправлялись операторы через Волгу вместе с солдатами только по ночам. По словам Кричевского, главной задачей операторов было отразить на экране героев сражения, боевые будни, а также различные бытовые детали: «И мы, пользуясь короткими световыми днями, вспышками ракет и снарядов, снимали снайперов, разведчиков, сапёров, артиллеристов, связистов». Из командного состава были сняты генерал Василий Чуйков, Кузьма Гуров, Иван Людников, Александр Родимцев, Михаил Шумилов и др. Когда на командный пункт Сталинградского фронта прибыл представитель ставки Верховного Главнокомандования Георгий Жуков, режиссёр поручил Михаилу Посельскому и Евгению Мухину снять маршала. Однако тот запретил это делать, сказав, что «главный режиссёр» здесь он, и дал указание произвести съёмки на месте происходившего в это время ожесточённого боя и запечатлеть настоящих героев сражения, что и было ими сделано. Позже операторы с гордостью вспоминали, как фактически по личному указанию маршала они попали в самый центр сражения и сняли кадры, которые почти полностью вошли в документальный фильм.
Бывший альпинист Валентин Орлянкин занимал для съёмок места на крышах, чердаках полуразрушенных домов, зданий, — его примеру следовали и другие операторы. По словам Кричевского, в окопах и руинах Сталинграда были проторены ходы, которые получили название «улицы», которым бойцы давали названия, среди таких был даже «проспект Победы». Пути передвижения указывали дощечки с надписями, которые помогали ориентироваться и соблюдать меры безопасности. В одном из наиболее опасных мест было следующее указание: «Здесь не переходи, а переползай. Стреляет немецкий снайпер!». Во время съёмок пострадал Орлянкин, это случилось в начале 1943 года, когда танк, в котором он находился, был подбит. Он был контужен, и у него была продавлена грудная клетка. Последние съёмки, вошедшие в фильм, были произведены 4 февраля 1943 года на площади Павших Борцов, где состоялся торжественный митинг по случаю окончания Сталинградской битвы. Эту съёмку осуществляли все фронтовые операторы, находившиеся на площади вместе со своими частями, в составе которых они снимали их боевые действия.

## Художественные особенности
Съёмки, проводившиеся в течение шести месяцев, дают полную картину событий битвы за Сталинград. Создатели фильма в его основу заложили хронологическую фиксацию последовательных этапов крупнейшего сражения Второй мировой войны. В картине впервые на экране показаны залпы реактивной установки «Катюша». По наблюдению историка кино Жоржа Садуля фильм композиционно выстроен согласно чёткому графику, который разъяснял «замысел наступления Гитлера, сокрушительный ответ советских войск»:

Кадры показывали город, готовящийся к битве, в течение десяти дней пылающий под непрерывными бомбежками, а затем дающий врагу отпор на своих улицах, превращённых в руины. Рабочие завода «Красный Октябрь» плечом к плечу сражались против эсэсовцев в цехах своего завода. Красный Флот обеспечивал снабжение через Волгу, покрытую плавающими льдинами. Солдаты вели бои в развалинах за каждую лестничную площадку, каждую кухню. Затем клещи окружения соединяются: две армии бегут по снегу, одна навстречу другой, бойцы обнимают друг друга. В конце фильма зритель видел жалкий кортеж «сеятелей разрухи», взятых в плен.— Жорж Садуль
Новшеством фильма, которое получило дальнейшее распространение в советском кинематографе, является использование захваченной у противника кинохроники. Сразу после освобождения населённого пункта операторы стремились как можно быстрее найти немецкую кинохронику, которая затем монтировалась в фильм. В финале картины кадры из трофейной «напыщенно-помпезной» кинохроники, вмонтированы для контраста с тем, какая участь ждала немецкие войска под Сталинградом. Про художественный эффект такого сопоставления одобрительно отозвался Алексей Толстой. Он приводит описание сцены парада немецких войск в Берлине, где солдаты вермахта маршируют перед Гитлером: «Молодец к молодцу, лощёные, сытые, со смертным приговором миру в весёлых глазах», а в другой контрастной сцене они понуро бредут уже в качестве военнопленных: «И вот они шагают у нас, — в кофтах поверх шинелей, с завязанными ушами, засунув руки в карманы, — девяностотысячной колонной, уползающей, как чёрная змея в зимнюю мглу, в плен».
Происходящее на экране в значительной мере «индивидуализировано» — кинематографическое повествование о ходе сражения чередуется с зарисовками, бытовыми деталями, показаны будни советских воинов, от генералов до солдат. Очевидец битвы за Сталинград Константин Симонов отмечая, что война показана «беспощадной, кровавой, жестокой», выделил характерную особенность картины — показ бытовых сторон военной действительности. По его словам, в картине показан «быт войны, мелочи жизни» без которых невозможна ни одна война, когда люди в самых тяжёлых обстоятельствах остаются людьми: «разговаривают друг с другом, смеются, изредка поют песни, заправляют горючее в доморощенные светильники, чинят остановившиеся часы, возятся со случайно попавшим в блиндаж котёнком».

## Приём
Фильм пользовался успехом у советских и зарубежных зрителей. В 1943 году Уинстон Черчилль переслал в Москву документальный фильм «Победа в пустыне» о действиях британской 8-й армии против Немецкого Африканского корпуса. В ответ Иосиф Сталин направил в Лондон советский фильм «Сталинград». Черчилль в личном и секретном послании от 28 марта 1943 года отметил:

Вчера вечером я видел фильм «Сталинград». Он прямо-таки грандиозен и произведёт самое волнующее впечатление на наш народ.— Уинстон Черчилль
Алексей Толстой в своей рецензии отметил достоверность и реалистичность происходящего на экране. По поводу кадров массированных ударов советской артиллерии он писал: «Это так фантастически страшно, что мы, сидящие за просмотром документального фильма „Сталинград“, — приподнимаемся в креслах». По словам писателя, данный фильм представляет собой «живой документ о советском военном гении, о славе русского народа, возлюбившего свободу больше жизни, документ о трудных делах, которые совершает непокорный и гордый народ, устремивший прозорливые глаза свои к осуществлению добра и справедливости». Константин Симонов в статье, посвящённой фильму, благодарил кинооператоров за их опасный труд — «снявшим всё, что было в человеческих возможностях снять»: «Многие миллионы людей посмотрят эту картину. Те, кто будет смотреть её за границей, может быть поймут наконец, что такое настоящая война и настоящие испытания, что такое настоящие трудности и умение их пересиливать».
И. Г. Большаков, который в 1946—1953 годах занимал пост министра кинематографии СССР, назвал «Сталинград» новым выдающимся фильмом Леонида Варламова, в котором он учёл предыдущий опыт работы на поставленном совместно с Ильёй Копалиным первом документальном полнометражном советском фильме о войне — «Разгром немецких войск под Москвой». Большаков особо отметил мужество фронтовых кинооператоров, которые с риском для жизни запечатлели сцены боёв, показанные с «необыкновенной непосредственностью и достоверностью».
В одной из американских рецензий указывалось, что фильм является «великолепной кинозаписью сталинградской борьбы», представляя собой «абсолютную вершину» военно-документального кино: «Ни одна картина не могла передать так мощно и так живо всю разрушительность войны. Этот фильм в изображении борющейся России не имеет себе равных». По наблюдению российского киноведа Лидии Зайцевой, несмотря на некоторую пафосность фильма, он и спустя десятилетия не утратил «искренности воздействия достоверного материала, драматизма изобразительного ряда», а кадры из него до сих пор используются на телевидении.

## Награды
1943 год — Сталинская премия первой степени в области литературы и искусства в жанре «Хронико-документальная кинематография» в размере 100 000 рублей была присуждена режиссёру Варламову и операторам: Вакар Борису Васильевичу; Казакову Абраму Наумовичу; Орлянкину Валентину Ивановичу; Софьину Авениру Петровичу. По решению награждённых денежный приз полностью был перечислен в Фонд обороны.